# Óscar Ramírez
Óscar Antonio Ramírez Hernández (San Antonio de Belén, 1964. december 8. –) costa rica-i válogatott labdarúgó, edző. 2015-től 2018-ig a Costa Rica-i válogatott szövetségi kapitánya volt. Az Alajuelense legsikeresebb menedzsere az 5 megnyert bajnoki címmel.

## Pályafutása

### Klubcsapatokban
1983. november 13-án debütált az Alajuelense csapatában a Ramonense ellen, majd egy hét múlva a San José csapata ellen már első gólját is megszerezte. 1980 és 1990 között négy bajnoki címet szerzett és 1986-ban CONCACAF-bajnokok ligája győzelmet.
1993-ban a rivális Saprissa játékosa lett, ahol három bajnoki címet és két CONCACAF-bajnokok ligáját nyert. 1995-ben szülővárosa csapatába igazolt. Két év múlva visszatért a Saprissa csapatába. 2000 márciusában a másodosztályú Guanacasteca együttesétől vonult vissza.

### A válogatottban
1985 februárjában El Salvador elleni barátságos mérkőzésen debütált a nemzeti válogatottban. Részt vett az 1991-es és az 1997-es UNCAF-nemzetek kupáján. Az 1991-es CONCACAF-aranykupán és az 1997-es Copa Américán is képviselte a válogatottat.

## Sikerei, díjai

### Játékosként

#### Klub
- Alajuelense
  - Costa Rica-i bajnok: 1983, 1984, 1990-91, 1991-92
  - CONCACAF-bajnokok ligája: 1986
- Saprissa
  - Costa Rica-i bajnok: 1993-94, 1994-95, 1997-98, 1998-99
  - CONCACAF-bajnokok ligája: 1993, 1995
  - UNCAF-klubcsapatok kupája: 1998

#### Válogatott
- Costa Rica
  - CONCACAF-bajnokság: 1989
  - Copa Centroamericana: 1991, 1997

### Edzőként
- Santos
  - Costa Rica-i másodosztály bajnok: 2009
- Alajuelense
  - Costa Rica-i téli bajnokság: 2010, 2011, 2012, 2013
  - Costa Rica-i nyári bajnokság: 2011